# Kitaōji (métro de Kyoto)
Kitaōji (北大路駅, Kitaōji-eki) est une station du métro de Kyoto sur la ligne Karasuma dans l'arrondissement de Kita à Kyoto.

## Situation sur le réseau
La station Kitaōji est située au point kilométrique (PK) 3,8 de la ligne Karasuma.

## Histoire
La station a été inaugurée le 29 mai 1981.

## Services aux voyageurs

### Accès et accueil
La station est ouverte tous les jours.

### Desserte
- Ligne Karasuma :
  - voie 1 : direction Takeda (interconnexion avec la ligne Kintetsu Kyoto pour Nara)
  - voie 2 : direction Kokusaikaikan

## Dans les environs
- Jardin botanique de Kyōto
- Université Ōtani